# سايبرجايا
سايبر جايا (Cyberjaya)، مدينة تقع في ماليزيا، وتبتعد 30 كم عن كوالالمبور. تحتوي حديقة للعلوم وتعتبر جزءاً رئيسياً من مركز الوسائط المتعددة في ماليزيا. تقع في مقاطعة سيبانغ، سيلانغور. وتطمح هذه المدينة لتكون وادي السيليكون في ماليزيا.
تم افتتاح مدينة سايبر جايا في حفل افتتاح رسمي في مايو/أيار 1997 على يد رئيس الوزراء مهاتير محمد.

## لمحة تاريخية
نشأت فكرة مدينة متخصصة بتقنية المعلومات بعد دراسة أجرتها شركة ماكينزي الاستشارية (McKinsey) لمركز الوسائط المتعددة في ماليزيا برئاسة الحكومة الماليزية الفيدرالية عام 1995.
تم إنشاء شركة تطوير الوسائط المتعددة (Mutimedia Development Corporation MDC) من قبل الحكومة لتشرف على تنفيذ مركز الوسائط المتعددة في سايبر جايا. في عام 1997، تم إعطاء شركة سايبرفيو (Cyberview Sdn Bhd) مهمة تصميم وتنفيد عدد كبير من العقارات في المدينة. في ذلك الوقت، كانت شركة سايبرفيو لديها شراكات مع العديد من شركات الإنشاءات في ماليزيا. كما تم الاتفاق مع العديد من الشركات، كل منها ليقوم بتطوير جزء من المدينة. كان الطموح أن تنتهي المرحلة الأولى من المشروع في عام 2006، والتي تقتضي بتطوير مايقارب الـ 1,430 هكتار، أما المرحلة الثانية فيبدأ العمل بها في عام 2011، لتشمل تطوير 1,460 هكتار.
كانت الفكرة الأساسية للمشروع أن يتم عمل قفزة كبيرة في المعايير العمرانية والتكنولوجية، والتي تتلخص على النقاط التالية:
- إنشاء مركز رائد في مجال الوسائط المتعددة الذي سيجذب الشركات العالمية.
- إنشاء بُنى تحتية متكاملة في شبكات الاتصالات وتقنية المعلومات رائدة عالمياً.
- إنشاء أنظمة نقل متطورة وفعالة مع التركيز على وسائط النقل العامة.

## التنمية المادية
تمتد سايبر جايا على مساحة 30 كم متربع وتعتبر نواة لمركز الوسائط المتعددة في ماليزيا. كان موقع المدينة عبارة عن أرض غير مأهولة مخصصة لزراعة النخيل، ثم بدأت تسهد أنشطة بناء سريعة متعددة كالفنادق والمباني التجارية ومكاتب للشركات وجامعات ومقر للمجلس المحلي.

### المرافق التجارية
قامت العديد من الشركات العالمية بنقل عملها إلى سايبر جايا من بينها ديل (Dell) وأتش بي (HP) وويبرو (Wipro) ودي أتش إل (DHL) وإتش إس بي سي (HSBC) وإريكسون (Ericsson) وموتورولا (Motorola) وبي إم دبليو (BMW) وآي بي إم (IBM) وشيل (Shell) والعديد من الشركات الأُخرى. يوجد اليوم في سايبر جايا مايقارب الـ 500 شركة، مما يجعلها مدينة سريعة النمو.
أيضاً، قامت الحكومة الماليزية بنقل العديد من المنشآت الحكومية كإدارة الخدمات العامة الماليزية وزارة التعليم ووزارة الموارد البشرية.

### المرافق التعليمية
أُنشأت جامعة ملتميديا ماليزيا في مدينة سايبر جايا في عام 1999، والتي تعتبر من أعلى المراكز التعليمية في ماليزيا. تضم الجامعة حوالي 20,000 طالب ويشكل الطلاب الأجانب حوالي 19% من طلابها من أكثر من 80 دولة. تضم الجامعة كليات الهندسة والاتصالات وعلوم الحاسب وإدارة الأعمال والفنون الجميلة.
تضم المدينة أيضاً جامعات أُخرى مثل:
- جامعة ليمكوك وينج للتقنية الإبداعية (Limkokwing University of Creative Technology).
- جامعة سايبر جايا للعلوم الطبية (Cyberjaya University College of Medical Sciences).
- الجامعة الإسلامية الماليزية (Universiti Islam Malaysia).

### المرافق العامة
تحتوي سايبر جايا على مركز للشرطة ومركز إطفاء ومركز للهجرة والإقامات. كما أنها تحتوي على العديد من المرافق العامة الترفيهية كالحدائق والمنتزهات ونادي رياضي ونادي سايبر جايا الاجتماعي.

### المرافق الترفيهية

#### الحدائق
تُعتبر حدائق بحيرة سايبر جايا (The Cyberjaya Lake Gardens) الرئة الخضراء للمدينة والتي تمتد على مساحة 400 هكتار (1.6 كم مربع). حالياً، تم تطوير مايقارب 86 هكتار وإشغالها بالمرافق الترفيهية كساحات لعب للأطفال ومنتزه وبرج للمراقبة يطل على المدينة للسياح. بينما تشغل البحيرة 15 هكتار، و29 هكتار أماكن خضراء طبيعية.
بدأت حدائق بحيرة سايبر جايا تأخذ شعبية كبيرة بين سكان المدينة، حيث يقام فيها العديد من النشاطات والفعاليات كمسابقات صيد الأسماك. في عام 2007، أقيمت مسابقة صيد أسماك والتي حضرها أكثر من 4,000 متفرج، وتم تسجيلها على أنها أكبر مسابقة من هذا النوع في ماليزيا.

#### الحياة الليلية

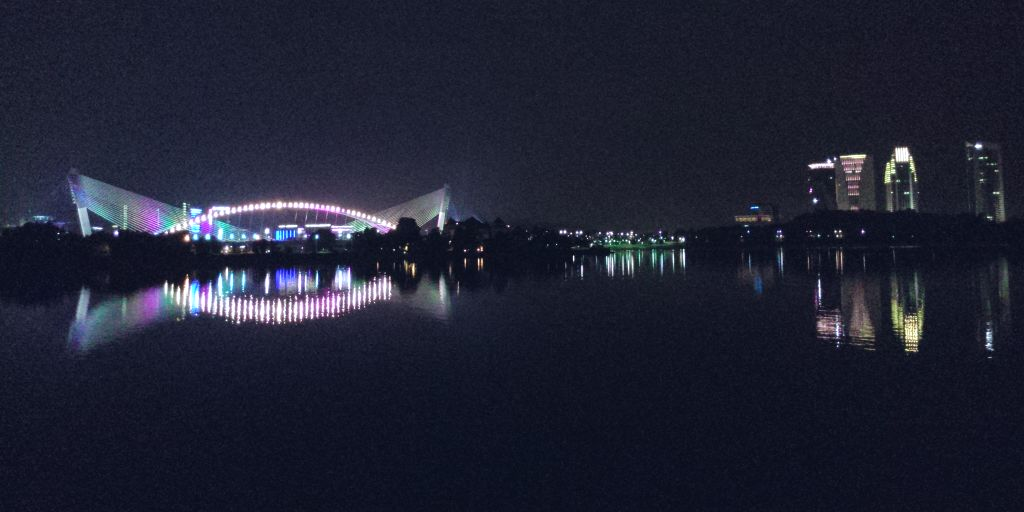
صورة ليلية لمدينة سايبر جايا

تحتوي سايبر جايا على العديد من البارات والمطاعم ذات المطابخ الماليزية واليابانية والصينية والعربية والهندية والعديد من الخيارات الأخرى.

### المرافق السكنية

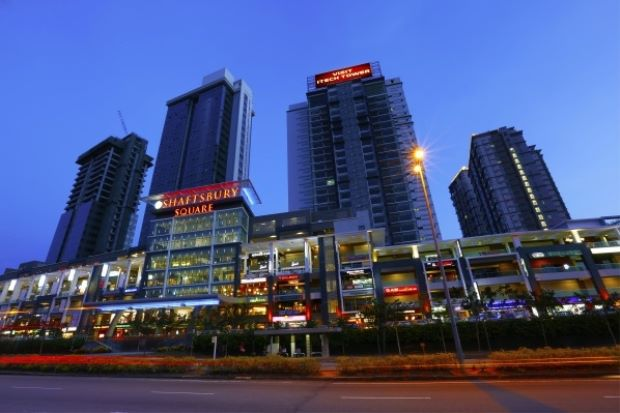
مُجمع شافتس بيري Shaftsbury، من أشهر المراكز التجارية والسكنية في سايبر جايا

حتى فبراير/شباط 2007، تم تشييد العديد من المباني السكنية المرتفعة في سايبر جايا مثل شافتس بيري (Shaftsbury) ودي بَلس (D'Pulze) وسيرين (Serin) وسايبر سكوير (Cybersquare) وذا بليس (The Place) وذا آرك (The Arc) والدومين (Domain) والعشرات غيرها.
كما يوجد العديد من المجمعات السكنية ذات نظام الفيلات مثل سيمفوني (Symphony Hills) وغاردن (Garden Residence) وسامر غلايدز (Summer Glades) و ميراج (Mirage). ومع ازدياد النمو الاقتصادي للمدينة، يُتوقع أن يكون هنالك مايقارب الـ10,000 وحدة سكنية حتى نهاية عام 2019.

## التوزع السكاني
بلغ عدد سكان سايبر جايا 83,000 حتى نهاية عام 2016، ومن المتوقع أن يصل عدد السكان إلى 210,000 بنهاية عام 2020.
| الفئة العمرية | النسبة المئوية |
| ------------- | -------------- |
| < 19 عاماً     | 35%            |
| 20 - 44       | 56%            |
| > 45 عاماً     | 9%             |

## وصلات خارجية
- جامعة ملتيميديا ماليزيا
- جامعة ليمكوك وينج للتقنية الإبداعية
- الجامعة الإسلامية الماليزية
- جامعة سايبر جايا للعلوم الطبية